# Bund Getränkeverpackungen der Zukunft
Der Bund Getränkeverpackungen der Zukunft GbR (BGVZ) mit Sitz in Berlin (Deutschland) vertritt die Interessen der Einweggetränkeverpackungen mit Pfand deutscher Getränkehersteller, Handels-, Verpackungs- und Recyclingunternehmen. In Zusammenarbeit mit den Verbänden des Handels und der Industrie will sich der BGVZ für eine verbraucher- und umweltfreundliche sowie diskriminierungsfreie Verwendung von Einweggetränkeverpackungen einsetzen.
Der BGVZ ist eine eigenständige Organisation in der Rechtsform einer Gesellschaft bürgerlichen Rechts und wurde im Oktober 2013 gegründet.  Wolfgang Burgard ist Geschäftsführer des Bundes.
Im Dezember 2013 erhielt Geschäftsführer Burgard den Negativpreis Dinosaurier des Jahres des NABU.

## Aufgaben
- Förderung der Interessen und der Wahrnehmung von Einweggetränkeverpackungen mit Pfand
- Förderung einer klaren Kennzeichnung von Einweg und Mehrweg für mehr Transparenz und Information für den Verbraucher
- Weiterentwicklung des Wertstoffkreislaufs von Einweggetränkeverpackungen mit Pfand (Kreislaufwirtschaft)
- Forderung nach einer ökologischen Neubewertung von Getränkeverpackungen
- Stärkung des DPG Pfandsystems

## Mitglieder des BGVZ
Zu den Gesellschaftern und Förderern gehören u. a. Aldi Nord, Aldi Süd, Ardagh Group, Ball Packaging Europe, Lekkerland, Lidl Deutschland, MEG, Red Bull, PepsiCo sowie Carlsberg Deutschland, Frankfurter Brauhaus, Hydro Aluminium Rolled Products, interseroh, die Oettinger Brauerei-Gruppe, die Privatbrauerei und Mineralbrunnenbetrieb H. Egerer und Rhenus.

## Mitgliedschaften
Der BGVZ ist Mitglied im Förderverein der Deutschen Ernährungsindustrie e. V. (FDE) und arbeitet zusammen mit der Arbeitsgemeinschaft Verpackung + Umwelt e.V. (AGVU), der Arbeitsgemeinschaft konsumenten- und ökologieorientierte Getränkeverpackungen e.V. (AKÖG), dem Deutschen Verpackungsinstitut (dvi) und den Fachverbänden. Weiter ist der Bund in der öffentlichen Liste der beim Deutschen Bundestag registrierten Verbände eingetragen und unter der Kennnummer 431222818523-35 im Transparenzregister der Europäischen Kommission registriert.